# 雄獅美術
《雄獅美術》是臺灣一本創刊於1971年3月的美術月刊，曾獲得1976年金鼎獎，發行人為李賢文。初期是免費刊物，從第5期開始才改為一本新臺幣5元（一年訂戶新臺幣50元）。由於該本刊物在臺灣美術界有一定聲望，故有不少藝術名家願意為該本刊物撰稿。此外，李賢文創立於1972年3月的雄獅圖書所出版的藝術類圖書也因此雜誌而暢銷。
《雄獅美術》原本大小為32開，後來因為《藝術家》雜誌的創刊使《雄獅美術》略為遜色，所以在《藝術家》雜誌創刊半年後進行了全面改版。

## 關於雄獅美術
雄獅美術企業成立於1971年，是一個著重教育功能、提倡全民美育的美術文化機構，曾經包括有雄獅美術月刊社、雄獅圖書股份有限公司、雄獅畫班、雄獅文創堂等事業部門。
目前以經營雄獅圖書股份有限公司及雄獅畫班為主，持續出版好書；以及推廣美術教育。

### 雄獅美術月刊
設立於1971年3月，為台灣編輯嚴謹之美術專業雜誌，25年期間，曾策劃為數眾多的專輯，對美術課題做深入的評論及報導。歷任主編除發行人李賢文本人，還包括何政廣、奚淞、蔣勳、李復興、王福東等人，均為臺灣藝文界的重要中堅份子，1996年9月《雄獅美術》月刊停刊，全心致力於美術文化叢書之出版。
《雄獅美術》月刊一開始發行，從第一期至第四期都是採取免費贈閱的方式，到第五期起才脫離免費贈閱，改採企業化格局，之後；隨著臺灣經濟起飛和解嚴的文化盛景，慢慢才開始轉虧為盈。
直到1996年9月停刊之前，《雄獅美術》月刊前後總共出版了307期，收錄了約4500萬字、3萬3千篇文章、6萬8千幅圖版、1萬頁的廣告，以及近1萬3千則辭條，建構了屬於「雄獅學」的美學觀點。
特別是1980s畫廊與藝術市場潮起潮落，以及1990s藝術評論的大鳴大放，都在《雄獅美術》月刊的觀察實錄中。

### 雄獅圖書股份有限公司
設立於1973年，一直秉持出版藝術好書的理念。從專業的藝術工具書到廣泛的文化論叢；從專業集結到企劃套書，共計出版了中國美術、臺灣藝術、中國建築、東西洋美術史、西洋美術理論、中國畫家與畫集、西洋畫家、美術隨筆、攝影、技法入門、設計、兒童美育、美術工具書、藝術人文、名畫筆記系列、清泉小叢書、欣賞系列、前輩美術家叢書、兒童文化資產叢書、藝術趣味等20項分類，近三百種的藝術文化叢書，滿足不同讀者知性生活的多元需求，提供藝術愛好者源源不絕的創造能源。2023年8月雄獅圖書宣布走入歷史，不再出版新書。

### 雄獅畫班
雄獅畫班設立於1977年。除了以提昇美術環境為職志外，同時也關懷基礎美育工作，根據兒童心理發展及社會生活樣態，設計出系統嚴謹、內容活潑的教育課程。雄獅畫班自創辦以來，集合了國內對兒童美術教學有熱忱且經驗豐富的老師，來參與課程的設計及實際教學，發揮美術教育功能：透過遊戲化、生活化、趣味化的設計，小朋友都樂於參與造型活動。提供多樣素材，透過立體造型、版畫、剪貼、水墨畫、陶藝教室等不同技法指導，提昇小朋友的創造欲。 從集體創作的指導，培育出小朋友良好的人際關係與合作精神。

### 雄獅文創堂
2010年雄獅美術在文化出版領域已有四十年歷史。新成立的雄獅文創堂，承續一份對藝術與人文的關懷，創造嶄新形式的文創作品，試圖把藝術的深度，轉化成日常實踐的美學，希望每件作品能在生活中傳遞溫暖。首波創作是邀請奚淞合作完成《微笑八寶盒》，以「心與手」為創作主題所設計而成的一系列文創作品。八寶盒裡包容了奚淞多年來手藝禪以及佛法修行的精華，希望大家藉由欣賞、閱讀、心與手的親自體驗過程中，找回生命中原有的安靜與柔軟，同時也能成為日常生活中親密的陪伴。未來，「雄獅文創堂」期盼與理念契合的藝術家合作，持續創作擁有文化內涵及本土生命力的文創品，讓藝術殿堂與大眾生活產生親密的互動關係；開展結合藝術人文的新心生活。

## 相關連結
- 雄獅美術網 （页面存档备份，存于）